# Albert Szachow
Albert Heorhijowycz Szachow, ukr. Альберт Георгійович Шахов (ur. 5 października 1975) – ukraiński piłkarz, grający na pozycji obrońcy, a wcześniej pomocnika lub napastnika, trener piłkarski.

## Kariera piłkarska

### Kariera klubowa
W 1992 rozpoczął karierę piłkarską w zespole amatorskim Metałurh Dnieprodzierżyńsk, skąd latem 1992 przeszedł do Szachtara Pawłohrad. W listopadzie 1994 został zaproszony do Dnipra Dniepropetrowsk, ale rozegrał tylko 2 mecze, dlatego latem 1995 odszedł do Metałurha Nowomoskowsk. Latem 1996 został piłkarzem wyższoligowego Kreminia Krzemieńczuk. Jesienią 1996 próbował swoich sił w izraelskiej drużynie Maccabi Petach Tikwa. Wiosną 1997 występował w Nywie Winnica. Latem 1997 wyjechał za granicę, gdzie bronił barw rosyjskiego klubu Urałmasz Jekaterynburg. W 1998 powrócił do Ukrainy, gdzie potem grał w amatorskim zespole Drużba Mahdałyniwka, a następnego roku ponownie wyjechał do Rosji, gdzie został piłkarzem Dinama Stawropol. Od lata 2000 występował w ukraińskich klubach Wołyń Łuck, Prykarpattia/Spartak Iwano-Frankowsk, Łukor/Prykarpattia Kałusz, Krymtepłycia Mołodiżne, MFK Mikołajów, FK Berszad, Sokił Brzeżany, Jałos Jałta, Chimik Krasnoperekopsk, PFK Sewastopol i Feniks-Illiczoweć Kalinine. Na początku 2010 przeszedł do czwartoligowej Stali Kraśnik, w której grał do lata 2010. W 2011 występował w amatorskim zespole Haraj Żółkiew. W 2012 bronił barw klubu Żemczużyna Jałta, po czym zakończył karierę piłkarską.

## Kariera trenerska
Jeszcze będąc piłkarzem latem 2010 rozpoczął pracę szkoleniową na stanowisku asystenta trenera w drugoligowym klubie Feniks-Illiczoweć Kalinine. Po reorganizacji klubu w grudniu 2010 przeniósł się do sztabu szkoleniowego klubu Żemczużyna Jałta. Od 2013 do lata 2015 szkolił młodzież w Szkole Sportowej Wołyń Łuck. Potem został zaproszony do sztabu szkoleniowego Wołyni Łuck. Od 25 sierpnia do 30 listopada 2017 pełnił obowiązki głównego trenera Wołyni.

## Sukcesy i odznaczenia

### Sukcesy klubowe
- brązowy medalista Mistrzostw Ukrainy: 1995